# Les Cabanyes
Les Cabanyes ist eine katalanische Gemeinde in der Provinz Barcelona im Nordosten Spaniens. Sie liegt in der Comarca Alt Penedès.

## Sehenswürdigkeiten

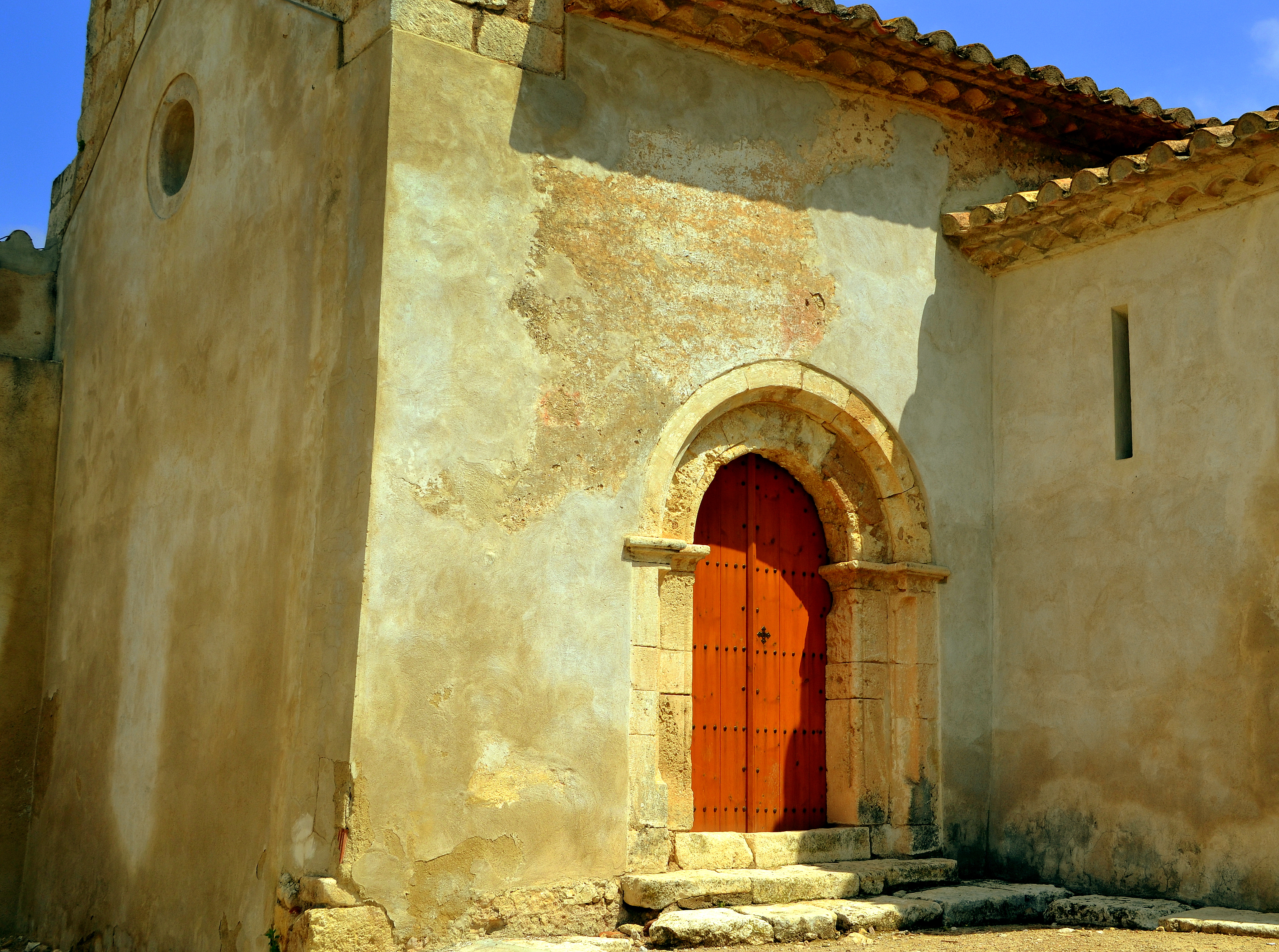
Kirche Sant Valentí in Les Cabanyes

- Kirche Sant Valentí